# Woensdrecht
Woensdrecht este o comună și o localitate în provincia Brabantul de Nord, Țările de Jos.

## Localități componente
Hoogerheide, Ossendrecht, Putte, Huijbergen, Woensdrecht.